# Bilan du règne d'Alexandre le Grand
Pour un article plus général, voir Alexandre le Grand.
334 av. J.-C. – 310 av. J.-C.
Entités précédentes :
- Royaume de Macédoine
- Ligue de Corinthe
- Empire achéménide
- Basse Époque

Entités suivantes :
- Antigonides
- Séleucides
- Royaume lagide

Le bilan du règne d'Alexandre le Grand se fonde sur une étude de la gestion politique et économique des territoires conquis ou soumis à son autorité. La première conséquence des conquêtes d'Alexandre le Grand est la formation d'un des plus vastes empires jamais constitués jusqu'alors, agglomérant l'empire perse achéménide, le royaume de Macédoine, la Grèce et les confins du nord-ouest de l'Inde. Tous les pouvoirs dont Alexandre est détenteur, par héritage ou par conquête, sont réunis entre ses seules mains. Il possède apparemment un pouvoir absolu et de droit divin.
En réalité, son pouvoir s'exerce de façon différente selon les territoires. En Macédoine, Alexandre a un pouvoir de type féodal fondé sur le soutien de l'aristocratie et de l'armée. Il doit d'ailleurs tenir compte à de multiples reprises de l'avis de ses troupes et même finalement renoncer à avancer plus loin que l'Inde. Les Macédoniens forment l'armature politique et militaire du royaume et passent avant les Grecs et les Asiatiques. En Asie, Alexandre s'inscrit dans le cadre politique établi par les souverains achéménides qui ont pour habitude de laisser une forme d'autonomie aux gouverneurs (ou satrapes) provinciaux.

## Œuvre politique

### Territoires conquis

Partage de l'empire d'Alexandre après les accords de Babylone en juin 323 av. J.-C.

Cette liste mentionne les satrapies et les régions contrôlées par les Macédoniens vers la fin du IVe siècle av. J.-C. grâce aux conquêtes d'Alexandre le Grand, en dehors du royaume de Macédoine et de ses possessions en Grèce. Certaines des capitales indiquées ont été fondées par les Diadoques.
- Province de Thrace (et non une satrapie) : capitale Alexandroupolis ;
- Phrygie hellespontique : capitale Dascylion (Mysie) ;
- Phrygie : capitale Gordion et/ou Kelainai, sans le royaume de Bithynie ;
- Pamphylie	: capitale Perga, Pergé, puis Attaleia Antalya ;
- Lycie : capitale Xanthos, puis Patara ;
- Lydie : capitale Sardes ;
- Cappadoce : capitale Mazaka, Kayseri, conquise par Perdiccas ;
- Paphlagonie : capitale Gangra, Germanicopolis, Kangari, Çankırı ;
- Cilicie : capitale Tarsus, Korakesion, Alanya ;
- Égypte : capitale Alexandrie avec en annexes la Cyrénaïque, la Cœlé-Syrie et Chypre ;
- Syrie : plus tard province séleucide de Cœlé-Syrie et Phénicie avec pour capitale Antioche, intégrant plus tard le royaume de Commagène (Samosate, Adıyaman) ;
- Mésopotamie : capitale (?)
- Babylonie : capitale Séleucie du Tigre (une partie de la satrapie devient ensuite la Characène) ;
- Grande Médie, capitale Ecbatane, (Hamadan) ;
- Petite Médie, devenue Médie Atropatène, capitale Gazaka ou Ganzak (Azerbaïdjan oriental, province d'Ardabil en Iran) ;
- Susiane : capitale Suse (Iran) ;
- Perside : capitale Persépolis (Iran) ;
- Carmanie, capitale : Alexandrie de Carmanie, Kerman, Sirjan (Iran) ;
- Satrapie d’Arménie (en), capitale Tushpa, Biainil, Van (Turquie) ;
- Hyrcanie : capitale Zadracarta, Gorgan, Gonbad-e Qabous, Sari (Iran) ;
- Parthie : capitale (?) ;
- Arie : capitale Alexandrie d'Arie, Hérat (Afghanistan) ;
- Sogdiane : capitale Samarcande (Ouzbékistan) ;
- Drangiane ou Tzarangiane : capitale Alexandrie Prophthasia, Prophtasie, "Phrada", Farah, ou Zabol (Iran) ;
- Margiane : capitale Alexandrie de Margiane, Merv, Mary ;
- Bactriane : capitale Bactres, Balkh ;
- Gédrosie (Makran) : capitale Pura, près de Iranchahr (Baloutchistan, Pakistan) ;
- Arachosie puis Zabulistan : capitale Alexandrie d’Arachosie, Kandahar ;
- Paropamisades : capitale Karoura, Kaboul ;
- Pendjab : capitale Sagala, Sialkot (Inde) ;
- Gandhara : capitales  Peshawar, Taxila, Charsadda (nord-ouest du Pakistan) ;
- Indus, équivalent de la province achéménide de l'Hindush (Sindh au Pakistan et les autres possessions en Inde), capitale Taxila.

### Unification de l'empire
Le mode de gouvernement choisi par Alexandre préfigure celui des cours hellénistiques, même si on remarque une dérive absolutiste à la fin de son règne. Le roi est entouré des hétaires (ou Compagnons) et de philois (amis) pour l'essentiel macédoniens, au nombre d'une centaine. Leur rôle est de l'accompagner à la guerre comme dans les affaires diplomatiques. Les gardes du corps, ou sômatophylaques, au nombre de sept ou huit selon la période, sont tous issus de la noblesse macédonienne ou épirote ; ils forment la garde rapprochée du roi, ceux en qui il a le plus confiance. On compte notamment Ptolémée, Lysimaque, Héphestion, Perdiccas, Léonnatos, Peithon et Peucestas. Le poste de chancelier (ou secrétaire en chef) est tenu par Eumène de Cardia, un Grec dont le rôle est primordial. Les principaux compagnons appartiennent au Conseil royal qui conseille le roi. Quant à l'armée macédonienne elle a théoriquement voix au chapitre par l'intermédiaire de l'Assemblée des Macédoniens.
En principe tous les territoires conquis en Asie à partir de 336 av. J.-C. dépendent de l'autorité du roi mais derrière cette souveraineté totale se cache une grande diversité de statuts et de situations. C'est la conséquence directe de l'extraordinaire rapidité de la conquête. Alexandre n'a pas toujours pris le temps de réduire l'empire perse totalement. Ainsi perdurent des principautés autonomes ou indépendantes comme la Bithynie ou la Cappadoce. Globalement il est cependant possible de distinguer trois degrés de sujétion dans l'empire : l'administration satrapique, les régions de gouvernement indirect et le cas particulier des cités grecques.

### Administration des satrapies

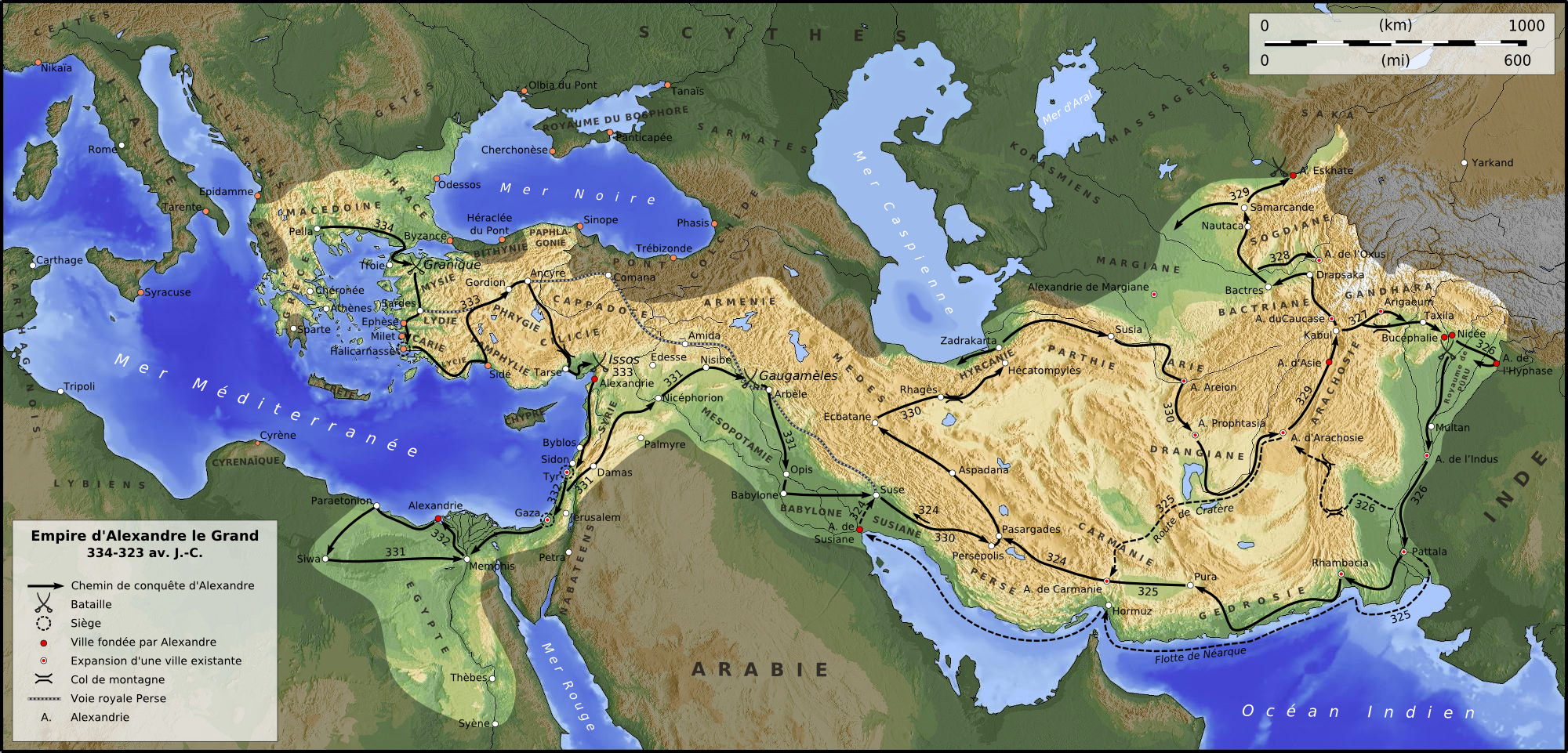
L'empire d'Alexandre le Grand.

Vers 325 av. J.-C., l'administration de l'empire compte environ une vingtaine de satrapies. Les pratiques qui guident Alexandre dans sa gestion des satrapies varient fortement. Il est patent, tout d'abord qu'il conserve les satrapies de l'empire achéménide sans en modifier les limites, sauf exception. Mais rapidement il prend soin de diviser les satrapies trop étendues. Sans doute juge-t-il trop dangereux de confier à un seul homme une trop forte assise territoriale. Ainsi l'Égypte est fractionnée en deux puis trois commandements civils appelés nomarchies et la Syrie est amputée de la Phénicie (329) puis de la Mésopotamie (323) érigée en satrapie autonome. Ce qui caractérise par ailleurs Alexandre c'est la facilité avec laquelle il sait composer avec la réalité. Quand Cléomène de Naucratis en Égypte concentre tous les pouvoirs, le roi accepte la situation. Il est vrai que l'administration de Cléomène est particulièrement efficace, surtout pour lever des impôts.
Il est d'autre part fréquent qu'Alexandre décide de répartir les attributions satrapiques entre plusieurs titulaires, généralement un Perse pour les affaires civiles et un Macédonien pour les affaires militaires. Ce cas est valable en particulier pour les satrapies orientales alors qu'en Asie mineure, à l'exception de la Carie, tous les satrapes cumulent les deux autorités. Cette dichotomie s'explique aisément car en Asie Mineure les révoltes sont nombreuses et les satrapes fréquemment contraints à des expéditions militaires. En Asie centrale, la conquête reste fragile et Alexandre sait qu'il doit s'attacher la fidélité des nobles perses qui constituent l'armature administrative au temps de l'empire achéménide. À cet égard l'entrée dans Babylone (fin octobre 331) marque un tournant car pour la première fois Alexandre confie à Mazaios, un noble perse rallié à sa cause, la satrapie de Babylonie. Sur les douze satrapies conquises (ou créées) entre 331 et 327, une seule revient à un Macédonien. Alexandre accorde le pardon à tous les satrapes qui se rallient à lui et maintient à leur poste, ou rétablit rapidement, un grand nombre d'entre eux. Ainsi Oxathrès en Susiane et Atropatès en Médie. Il ne faut pas non plus oublier qu'un certain nombre de nobles perses gravitent autour d'Alexandre depuis des années. Ainsi en est-il pour Artabaze, nommé satrape de Bactriane en 329 et qu'Alexandre connaît depuis l'enfance, quand le satrape s'était réfugié (352) à la cour de Philippe II, et dont la fille Barsine est la maîtresse du roi durant quelques années. Enfin le mariage d'Alexandre avec Roxane, fille du noble Oxyartès, permet un ralliement durable de la noblesse perse (du moins d'une partie d'entre elle) car il est perçu comme la preuve d'un engagement durable en Asie.
Pour autant la confiance d'Alexandre dans ces satrapes n'est pas totale, d’où le partage des pouvoirs civils et militaires qu'il leur impose. Les révoltes des satrapes Satibarzanès en Arie, d'Autophradatès puis de Spitaménès en Bactriane sont révélatrices du peu de fiabilité qu'Alexandre peut accorder à ces hommes habitués à une certaine autonomie sous l'empire achéménide et qui supportent mal la tutelle du roi. Aussi, rapidement, des Macédoniens vont remplacer les Perses dans les satrapies stratégiques. Artabaze en Bactriane doit céder la place en 328 / 327 à Amyntas IV et en Arie, Stasanor remplace Satibarzanès.
La difficulté continuelle à laquelle est confronté le roi, et plus tard les divers souverains hellénistiques, se pose donc sous cette forme : concilier les pouvoirs étendus des satrapes avec la volonté de conserver un pouvoir royal absolu. C'est ce dilemme qui donne l'impression que l'empire est en perpétuelle évolution d'un point de vue administratif. En réalité c'est la présence (ou l'absence) du roi qui conduit certains satrapes à obéir ou à se soulever. La « purge » à laquelle se livre Alexandre à son retour de l'Inde est révélatrice du comportement de certains satrapes qui visiblement n'attendent pas le retour du souverain. Mais Alexandre n'entreprend pas à la suite de cet événement une réelle réforme. Il se contente de remplacer les satrapes coupables (Macédoniens comme Perses) par des proches en qui il a personnellement confiance. Il arrive d'ailleurs que des proches le trahissent tel son trésorier, et ami d'enfance, Harpale à la fin de sa vie.

### Territoires de gouvernement indirect
De nombreux territoires échappent au contrôle direct de l'administration royale et conservent une autonomie, voire une forme d'indépendance, de fait ou de droit. C'est le cas des régions érigées en satrapies par Alexandre sans jamais avoir été conquises, telle la Cappadoce et l'Arménie. La Cappadoce n'est conquise qu'en 322 av. J.-C., après la mort du roi, par Perdiccas, au profit d'Eumène de Cardia, qui évince le roi autoproclamé Ariarathe. D'autres régions, appartenant en théorie à une satrapie, restent de fait dirigées par leurs dirigeants traditionnels. C'est le cas en Asie Mineure de la Paphlagonie et de la Bithynie. Il faut y ajouter les nombreuses cités d'Isaurie, de Pisidie qui conservent (ou cherchent à conserver) leur indépendance. Au total l'autorité du roi reste faible sur une partie non négligeable de l'Asie Mineure.
Chypre et Cyrène ont d'excellentes relation avec Alexandre mais sont situées de facto en dehors de son empire. Elles ne seront intégrées à l'empire qu'après la mort du conquérant lors des guerres des Diadoques. En Phénicie les cités, si l'on excepte le cas de Tyr, gardent leur souverain et leurs institutions. Elles versent bien sûr des contributions et fournissent des contingents mais ne dépendent pas des satrapes. Leur statut est ainsi proche de celui des cités grecques d'Asie.
Le cas de l'Inde est typique de cette grande variabilité des statuts existants à l'intérieur d'un territoire. Ainsi l'Inde est divisée, au fur et à mesure de la conquête, en trois satrapies qui fusionnent pour partie en -325. Mais à l'intérieur de ce cadre satrapique, de nombreux princes locaux alliés d'Alexandre restent indépendants ou autonomes. En 324, le roi Taxilès récupère les pouvoirs de Philippe (Indus moyen) qui vient de mourir et se retrouve donc satrape et dynaste. Quant au roi Pôrôs il est maintenu sur le trône dans le Pendjab et devient le représentant personnel d'Alexandre dans son propre royaume. Alexandre comprend qu'il est préférable d'y laisser les dirigeants et les administrateurs traditionnels plutôt que d'imposer des Grecs ou des Macédoniens.

### Cas des cités grecques
Il parait difficile d'établir un bilan précis des relations nouées entre Alexandre et l'ensemble des cités grecques d'Asie. Nous ignorons si Alexandre les a « libérées », en leur accordant une autonomie complète et en les faisant entrer dans la Ligue de Corinthe, ou s'il les a placées sous sa domination. Il semble bien que les cités ont été affranchies mais il n'en reste pas moins que les monnaies locales sont, à de rares exceptions, supprimées et que parfois Alexandre dispose des cités comme il l'entend. Le décret, promulgué peu avant sa mort, demandant le retour des bannis dans les diverses cités grecques en est la preuve ; il provoque finalement en Grèce continentale la guerre lamiaque (322 av. J.-C.). La plupart des cités grecques d'Asie sont dispensées de tribut, ne reçoivent pas de garnisons et ne sont pas dans la juridiction des satrapes. Elles possèdent donc un relatif degré d'autonomie, degré très variable d'une cité à l'autre.
La question centrale est de savoir si Alexandre à un moment ou à un autre a édicté des règles s'appliquant à l'ensemble des cités grecques, au moins d'Asie. Nous savons que vers le printemps -331, Alexandre a chargé plusieurs de ses proches de lever spécifiquement des contributions, même faibles, auprès des cités car celles-ci ne dépendent pas des satrapies. À partir de 330, Alexandre n'exige plus une « contribution volontaire » des cités grecques mais il charge Philoxène en Asie mineure d'intervenir dans les cités si l'ordre macédonien y est menacé. Ainsi la liberté des cités reste théorique et limitée par une autorité royale toujours supérieure. Cela s'illustre encore plus lorsqu'en 324, Alexandre fait lire aux Jeux olympiques, par son envoyé Nicanor, sa fameuse proclamation sur les bannis. Au terme des jeux les cités grecques d'Europe et d'Asie doivent en effet rappeler tous leurs exilés. Ce décret, qui est pour partie à l'origine de la guerre lamiaque qui éclate quelques semaines après la mort du roi, a force de loi auprès des législateurs de chaque cité. Alexandre charge Antipater de contraindre par la force les cités récalcitrantes. La violence de la réaction des Grecs illustre que cette politique de contrainte est mal vécue par les cités. Le thème de la « libération des Grecs » et la place des cités face aux royaumes seront l'un des aspects politiques dominants de la période hellénistique, en particulier lors des guerres des diadoques, comme le montre par exemple la politique d'Antigone le Borgne au travers la proclamation de Tyr en 315.

### Contrôle des territoires et des populations

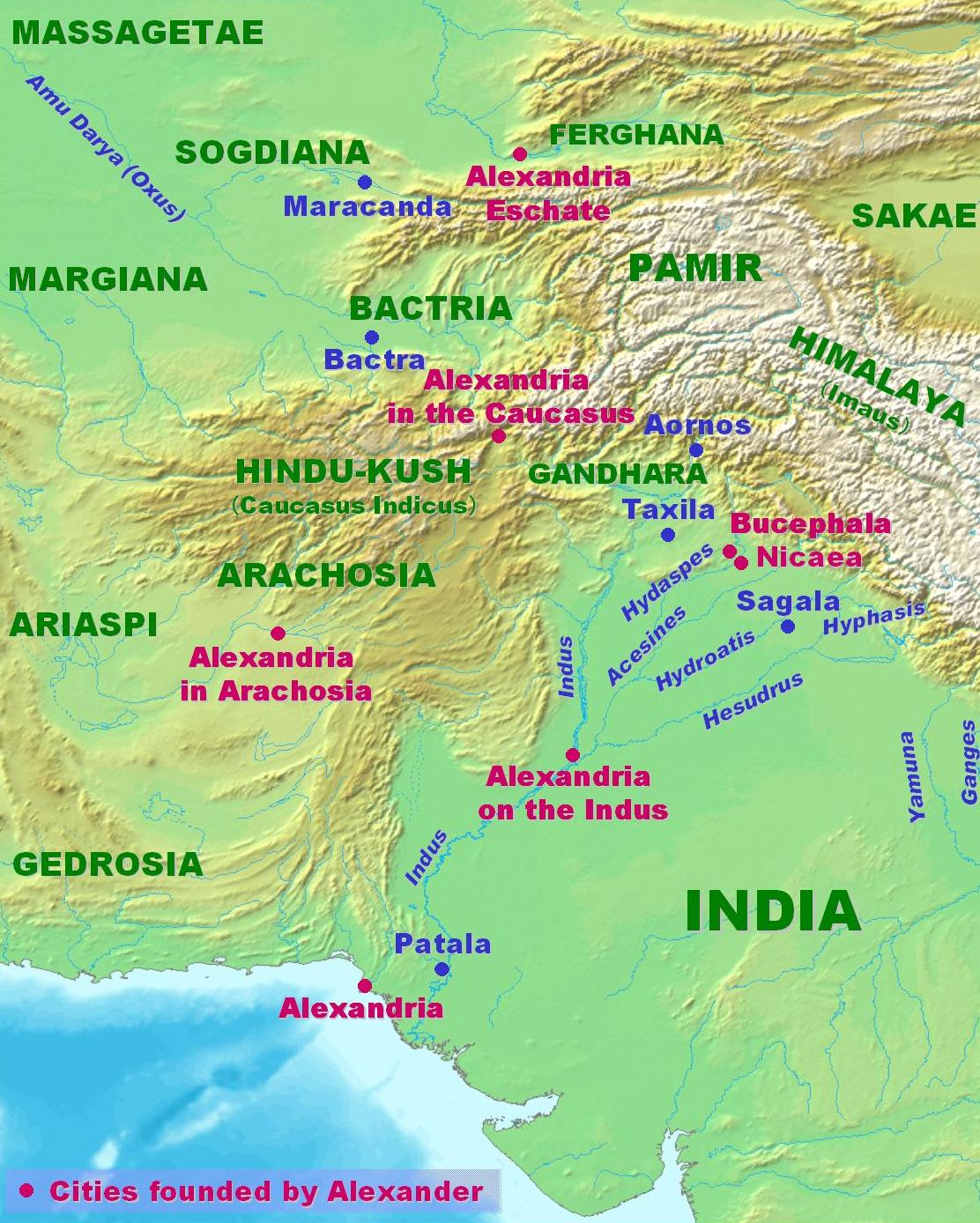
Les fondations urbaines en Inde.

La conquête d'un territoire aussi vaste pose évidemment d'importants problèmes de maintien de l'ordre. Les satrapes sont constamment obligés de guerroyer après le passage du roi pour maintenir le pouvoir de celui-ci. Certains le payent de leur vie, ainsi Calas, satrape de Phrygie hellespontique tué vers 327 av. J.-C. dans un combat contre Bas, un prince bithynien. C'est aussi le cas de Balacros, le satrape de Cilicie, tué peu avant 323 lors d'une expédition contre les cités d'Isaura et de Laranda. Il est indéniable que pour certaines populations, particulièrement en Asie mineure, la soumission au roi reste formelle. Pour assurer son pouvoir, Alexandre confie aux satrapes des troupes composées de Macédoniens et de mercenaires Grecs. Certains satrapes recrutent leurs propres mercenaires jusqu'à ce qu'un ordre d'Alexandre, rendu méfiant, en 325 mette fin à cette pratique. Les satrapies stratégiques sont particulièrement contrôlées, telle la Grande Phrygie confiée à l'expérimenté Antigone le Borgne, car celles-ci sont nécessaires à l'approvisionnement de l'armée et surtout au passage des renforts.
Alexandre n'hésite pas à utiliser des méthodes particulièrement violentes pour écraser une opposition. Il ne faut pas oublier, au-delà de la fascination que peut provoquer le personnage, que son expédition est une suite sans interruptions de batailles. Son attitude « magnanime », louée par les auteurs anciens est à relativiser. Ainsi les villes de Thèbes, Tyr, Gaza, Cyropolis sont anéanties ; les temples de Persépolis sont incendiés. En Sogdiane, Alexandre doit prendre plus de sept cités, dont Marakanda la capitale, le plus souvent après d'intenses combats. Il applique ensuite de véritables méthodes de terreur pour vaincre la « guérilla » de Spitaménès (vers 328). Les campagnes sont incendiées, les populations massacrées ou déplacées afin de briser la résistance du chef sogdien. En Inde, la campagne contre les Malliens (326) s'apparente à une véritable campagne d'extermination, à tel point qu'Arrien utilise l'expression « satrape des Malliens survivants » pour désigner l'officier chargé de les gouverner. La Gédrosie connaît un traitement similaire.
Un des moyens utilisé par Alexandre pour contrôler son empire est la création de cités. Selon Plutarque, Alexandre aurait fondé plus de 70 villes. Ce chiffre est à pondérer car il englobe en partie des cités créées par ses successeurs, d'autre part parce que les auteurs anciens qualifient de polis de simples garnisons militaires. Il ne faut pas oublier non plus l'aspect idéologique des récits de l'expédition d'Alexandre et la volonté de montrer un roi « civilisateur » (et dont la construction de villes est l'un des principaux aspects). En réalité le nombre de cités fondées par Alexandre est proche de la vingtaine, 34 si l'on y ajoute quelques garnisons militaires. Ces fondations ont un triple rôle : présence militaire, contrôle des populations (sédentarisation des nomades en particulier), fonctions économiques et fiscales. Il ne fait guère de doute que les motivations du souverain macédonien sont essentiellement militaires. La fondation, au cours de sa dure campagne de 330 en Arie et Drangiane, de quatre villes, Alexandrie d'Arachosie, Alexandrie Prophthasia, Alexandrie Areion et Alexandrie du Caucase ont pour objectifs d'encadrer les massifs afghans et de maintenir le contrôle des grandes voies de communications. La plupart de ses fondations sont situées à l'est du Tigre, même s'il est probable, du fait de leur position stratégique, que dans son esprit certaines de ces cités sont appelées à devenir des centres économiques majeurs de l'empire. Le cas d'Alexandrie est à ce titre symptomatique.
Surtout son entreprise en Asie permet la diffusion considérable de la langue, du mode de vie et de la culture grecque et cela jusqu'aux frontières de l'Inde et en Asie centrale. L'implantation dans les 34 cités (dont un certain nombre de postes militaires qui sont plus de simples garnisons que de véritables cités), dont la fondation par Alexandre est avérée, d'un grand nombre de Grecs permet aussi de résoudre, au moins partiellement le grave problème que pose l'existence en Grèce d'un prolétariat misérable conséquence de la concentration des richesses entre quelques mains. Il est difficile de connaître les chiffres précis mais l'ampleur du peuplement grec semble assez considérable. La révolte des Grecs de Bactriane à la mort d'Alexandre mobilise par exemple quelque 20 000 fantassins et 3 000 cavaliers.

### Divinisation royale

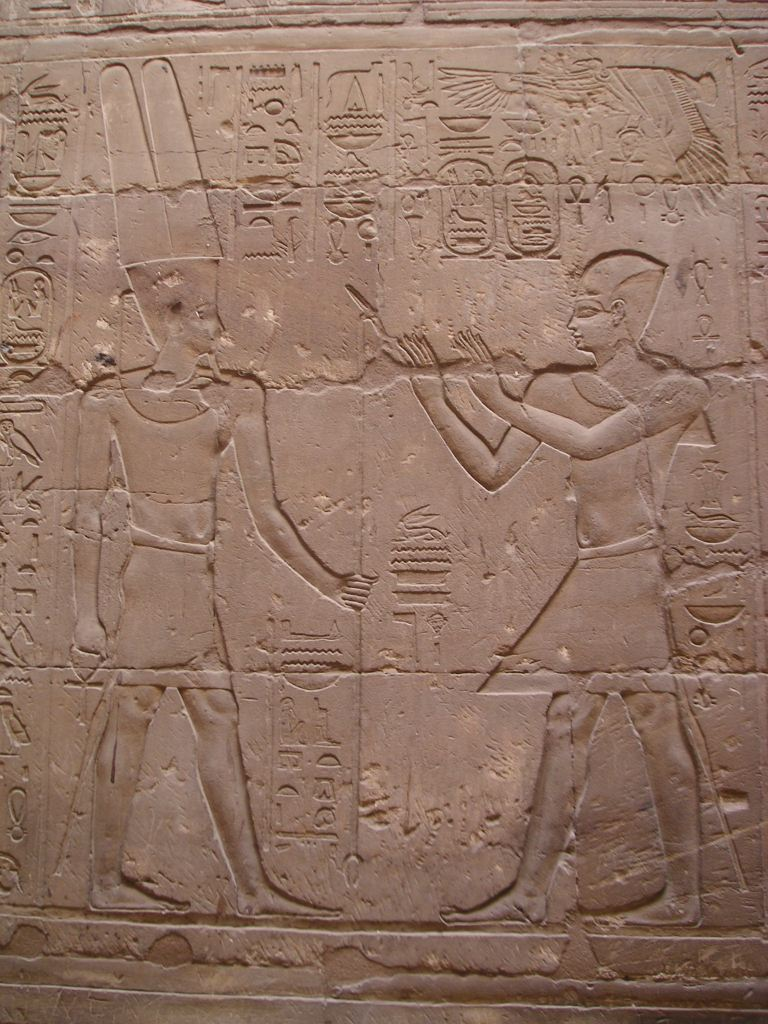
Alexandre en pharaon (à droite) priant Amon (à gauche), temple de Louxor, période ptolémaïque.

Avec les Égyptiens et les peuples asiatiques, Alexandre accède à un statut de roi-dieu. En 331 av. J.-C. Alexandre se fait proclamer pharaon à Memphis, sachant que le pharaon est traditionnellement perçu comme la personnification d'Horus. Cette désignation, à considérer comme une gratification à l'égard de celui qui a libéré les Égyptiens du joug perse, est plus tard confirmé dans le temple de Ptah à Memphis. Par ailleurs, l’oracle d’Ammon-Zeus, dans l’oasis de Siwa, le désigne comme descendant direct du dieu Amon. Cette salutation, conforme à l’étiquette égyptienne, est très largement exploitée par la propagande du Conquérant. Il se rend ensuite dans l'oasis de Siwa où il rencontre l'oracle de Zeus Ammon qui le confirme comme descendant direct du dieu Amon.
À Babylone, Alexandre est roi de par la volonté du dieu tutélaire de la cité, Mardouk. Alexandre suit scrupuleusement les rites religieux babyloniens fait restaurer certains temples, et par là même se fait reconnaître souverain légitime du pays et « des quatre parties du monde ». Il reçoit surtout l'appui déterminant (mais qui ne sera pas permanent) de la caste sacerdotale babylonienne. C'est pourquoi Alexandre, qui s'appuie sur les traditions asiatiques, cherche à être honoré comme un dieu par tous ses sujets. Il parait peu probable qu'il ait cru véritablement être un dieu. Héphaistion et lui en font même un sujet de plaisanteries. Mais il est convaincu de l'essence divine de sa mission et pense sincèrement qu'il est fils de dieu, d'où l'accès de colère meurtrier contre Cleithos lorsque celui-ci le compare à Philippe II. Alexandre est persuadé que la reconnaissance de sa divinité dans tout l'Empire forgera le lien moral indispensable pour parfaire l'unité d'une aussi fragile structure. La conséquence directe de cette volonté est que la notion de pouvoir, telle qu'elle était conçue jusqu'alors en Grèce et en Macédoine, est altérée. Le droit divin supplante le droit par la naissance ou l'élection. C'est une notion qui va connaître le succès que l'on sait dans la Rome antique et la France de l'Ancien Régime.
La mort d'Alexandre semble mettre fin à cette divinisation même si certains diadoques instaurent un culte d'Alexandre. Ainsi, au moment de sa prise de fonction à la tête de l’armée royale en Cilicie (319), Eumène de Cardia instaure une cérémonie autour du trône d'Alexandre. Les généraux et les satrapes ralliés à Eumène tiennent par la suite conseil selon ce cérémonial. Ce recours au souvenir du Conquérant permet surtout de remporter l’adhésion des soldats macédoniens.

### Fusion des peuples perse et macédonien

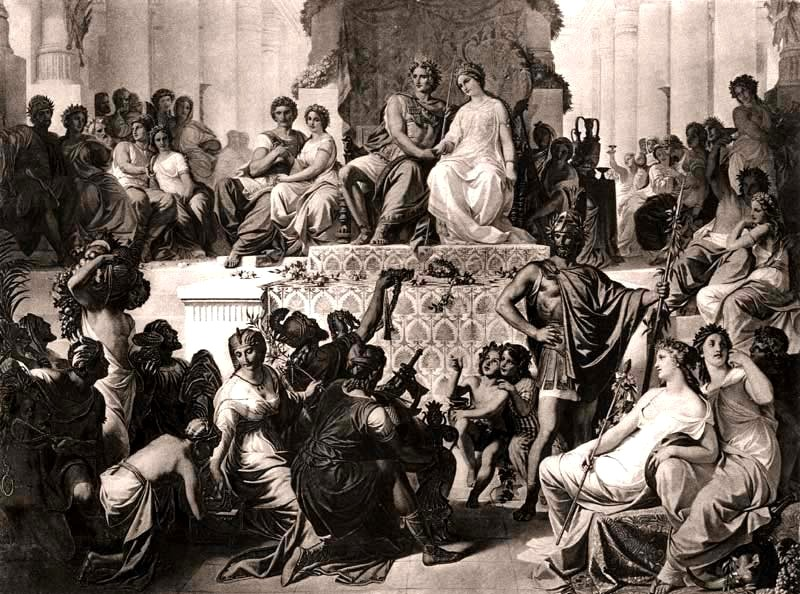
Les noces de Suse.

Alexandre marque la volonté de réaliser une fusion entre les « élites irano-macédoniennes », comme en témoignent son mariage avec Roxane en 327 av. J.-C. ainsi que les noces de Suse célébrées en 324.  Dix mille Grecs et Macédoniens, y compris la plupart de ses généraux, épousent le même jour des femmes asiatiques. Alexandre épouse Stateira, une fille aînée de Darius III et Parysatis, une fille d'Artaxerxès III, tandis qu’Héphaistion épouse une de ses sœurs cadettes. Les mariages se font à la mode perse, ce qui ne manque pas de provoquer la désapprobation des Macédoniens (qui ont déjà vu leur roi s’unir à Roxane) qui en concluent qu’Alexandre s’éloigne des coutumes grecques pour adopter une mentalité « barbare ». Le conquérant marque également la volonté d’intégrer de jeunes soldats perses (les épigones ou héritiers) en les armant à la macédonienne. Ceux-ci sont conduits à Babylone en 323 par le satrape de Perside, Peucestas.
La volonté d'Alexandre de s'entourer d'un cérémonial emprunté à la cour perse, y compris dans le fait de se prosterner (proskynèse) devant lui, provoque une forte résistance de la part de certains Macédoniens et Grecs de son entourage pour qui c'est un sacrilège de se prosterner devant un souverain. Un complot, qui coûte la vie à Callisthène le neveu d'Aristote, qui a porté la contestation contre cette coutume devant le roi, est déjoué. Les compagnons d'Alexandre, et ses soldats, n'adhèrent pas tous à son souhait de fusion des peuples et n'hésitent pas à se révolter, comme le montre la sédition d'Opis à la fin du règne. L'époque hellénistique, les brassages ethniques, linguistiques, économiques, ainsi que les syncrétismes religieux qu'elle entraîne, réalise en partie ce souhait d'Alexandre, même si la culture gréco-macédonienne prédomine.

## Œuvre économique

### Exploitation des territoires conquis
Il paraît plus difficile d'analyser l'impact économique de la conquête d'Alexandre que son impact politique. Les auteurs anciens ne s'y intéressent guère et il faut glaner l'information à partir de renseignements épars. L'interrogation qui se pose est la suivante : Alexandre a-t-il conçu et appliqué une politique cohérente, systématique de mise en valeur de ses conquêtes ? A-t-il cherché à améliorer, à bonifier les structures économiques préexistantes ?
L’expédition de l'armée macédonienne est accompagnée de bématistes, éclaireurs chargés de recueillir les renseignements topographiques avant chaque bataille et de les consigner par écrit. Cette précision, qui explique pour partie les victoires militaires, est complétée par les nombreuses expéditions de découvertes diligentées par Alexandre. La plus connue est bien évidemment celle de Néarque, le long des côtes iraniennes et dans le golfe Persique ; mais il convient aussi d"évoquer les voyages d’Archias de Pella, d'Hiéron de Soles, d’Androsthène sur la côte arabe du golfe Persique (323 av. J.-C.). Callisthène, le neveu d’Aristote, pousse une reconnaissance vers le haut Nil en 331. Une expédition est même projetée vers la mer Caspienne vers 323. Il est possible de dire que chez Alexandre « l’exploration est un prélude à la conquête », comme d'ailleurs chez les Achéménides. Chaque expédition est chargée de rendre compte au roi des informations sur les habitants et les productions des régions découvertes. En 327, il expédie vers la Macédoine les meilleurs spécimens des bœufs dont il vient de s'emparer chez les Aspasiens. En Inde, il charge un « expert », Gorgos, de lui faire un rapport sur les considérables ressources en argent, en or et en sel du royaume de Sopithès.
Cet exemple cependant illustre bien toute l'ambiguïté du terme « mise en valeur ». En effet l'expédition d'Alexandre s'avère aussi, et avant tout, une opération prédatrice de pillage caractérisé au bénéfice de la seule Macédoine, et, dans une moindre mesure, de la Grèce. Alexandre et son armée ne disposent pas de stocks, ni de réelle intendance, il est nécessaire de vivre sur les ressources du pays : les trésors achéménides pris à Pasargades et Suse, plus de 176 000 talents, représentent des sommes astronomiques, mais les dépenses de l'expédition sont gigantesques. Ainsi les dons aux officiers et aux soldats représentent plus de 50 000 talents. Il faut y ajouter les coûts militaires de l'expédition (création de nombreuses flottes, recrutement de troupes dont il faut payer la solde, etc.). À la mort du roi, il ne reste d'après Justin que 50 000 talents dans les caisses de l’État. Il faut y ajouter les revenus classiques qui, comme sous l'empire achéménide, proviennent de l'imposition des masses paysannes. Le roi est le propriétaire de la terre (appelée « terre royale ») et les « paysans royaux » reversent à l'administration royale leur surplus. De plus, ces paysans sont astreints à un système de prestation de travail gratuite, de corvées, tels les 10 000 paysans que le satrape de Babylone utilise en 323 pour creuser le canal de Pallacopas. Les satrapes, quant à eux, prélèvent six impôts différents, les plus importants pesant sur la production agricole. Les récits de l'époque (dont le traité intitulé Économiques) en disent long sur la brutalité de ces prélèvements et le pillage, les spéculations sur le commerce des grains, les chantages semblent des méthodes assez répandues chez les satrapes pour augmenter les revenus du roi et leur fortune personnelle.

Ce qui semble certain en tout cas c'est qu'Alexandre entend bien exercer les prérogatives royales des Achéménides sur les terres conquises. Il exprime très clairement sa position par un geste symbolique, « Il sauta ensuite du navire signifiant qu'il recevait l'Asie des dieux, comme un territoire conquis à la pointe de la lance (chôra doriktètos) ». Lorsqu'il repousse en 331 la proposition de Darius III d'épouser sa fille Stateira et de gouverner les territoires entre l'Hellespont et le fleuve Halys c'est qu'il y voit, non sans raisons, une concession illusoire de l'achéménide. Celui-ci cède des territoires en dot pour le mariage de sa fille ce qui revient à n'abandonner en aucun cas sa souveraineté sur les territoires concernés, ce que conteste Alexandre, qui entend être reconnu comme le maître des territoires déjà conquis. Il applique ainsi le droit grec de la guerre, théorisé par Xénophon : 
« C'est une loi universelle et éternelle que, dans une ville prise sur des ennemis en état de guerre, tout, et les personnes et les biens, appartient au vainqueur »
Dès lors, les territoires soumis aux Macédoniens sont systématiquement administrés dans l'objectif de remplir les caisses royales sur le modèle des prédécesseurs achéménides. En Phrygie hellespontique Alexandre nomme un satrape et ordonne aux habitants de « payer les mêmes taxes qu'ils avaient l'habitude de payer à Darius ». Il n'hésite pas à appliquer cette politique à l'égard de certaines cités grecques, telle Priène.

### Expansion commerciale

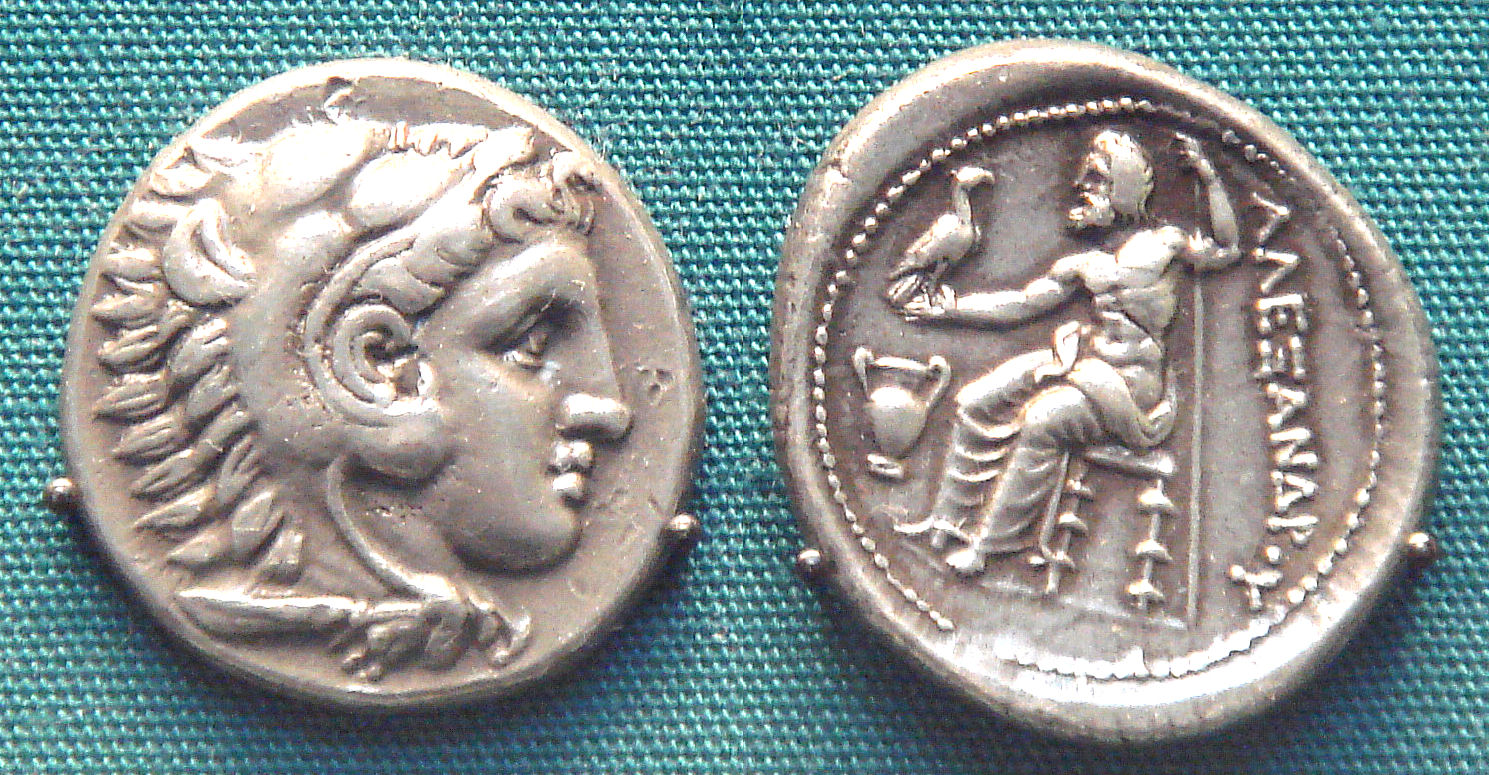
Monnaie de l'époque d'Alexandre, à l'effigie d'Héraclès coiffé de la peau de lion, avec au revers Zeus sur un trône tenant un aigle et un sceptre, British Museum.

Ce qui est remarquable dans l'œuvre d'Alexandre c'est la constance et la cohérence de certaines ambitions. Ainsi en est-il de ses projets en Inde et dans le golfe Persique. Il poursuit en effet l'objectif avoué de découvrir ces pays, et d'en exploiter les richesses et les atouts commerciaux. En 326 av. J.-C., il fait construire cette immense flotte (plus de 2000 navires) pour descendre l'Hydaspe puis l'Indus entre novembre 326 et janvier 325. Il fonde plusieurs cités, fortifie Patala, dans le delta de l'Indus. Il y a chez Alexandre une véritable curiosité personnelle et il n'hésite pas à effectuer plusieurs reconnaissances en haute mer (chose rare à l'époque). De même, le phénomène des marées intrigue le roi et son entourage au plus haut point. L'expédition de Néarque procède de la même ambition. Découvrir une côte inconnue, y constituer des dépôts de vivre, y reconnaître les sites de futurs implantations portuaires.
À peine un an plus tard, peu avant la mort du roi, un projet maritime de grande ampleur vers l'Arabie est repris. Alexandre édifie un port immense sur le golfe Persique (avec une capacité de plus de 1 000 navires). Il fait construire une flotte en « pièces détachées » en Phénicie qui est ensuite montée à Thapsaque sur l'Euphrate et redescend le fleuve jusqu'à Babylone. Le recrutement d'équipages commence même dans les villes de Phénicie. Arrien explique ainsi les motivations d'Alexandre :
«  Le projet d'Alexandre était de coloniser la côte du golfe Persique et les îles : il jugeait en effet que cette région pourrait être aussi riche que la Phénicie... En réalité, à mon avis, c'est qu'il était toujours avide de nouvelles conquêtes. »
On voit, y compris pour les historiens de l'Antiquité, qu'il est difficile de distinguer les buts économiques, commerciaux des objectifs militaires. Le cas des cités fondées en Asie montre que si la plupart du temps l'intention militaire est primordiale les intérêts du roi et ceux des colons Grecs et Macédoniens s'y rejoignent. Le roi concède un morceau, somme toute assez réduit, de son domaine à des garnisons et des colons qui assurent la domination des populations rurales asiatiques et la rentrée des impôts. Cependant, si l'objectif militaire de l'expédition projetée en Arabie est indéniable, celle-ci s’insère dans un vaste projet d'expansion commercial qui vise à contrôler les routes maritimes entre l'Inde, l'Arabie et la Babylonie. Ce projet n'est d'ailleurs que la reprise d'une idée plus ancienne qu'avait développé Darius Ier Ainsi que le relate Hérodote, le Grec Scylax de Caryanda a déjà reconnu ces côtes pour le compte de Darius Ier, faisant du golfe Persique un « lac perse ». C'est ainsi qu'arrivent en Babylonie les nombreuses richesses de l'Inde (ivoire, esclaves, épices…). Ce contrôle des Achéménides s'étant affaibli Alexandre souhaite relance ce projet et s'intéresse surtout à la côte arabe du golfe car celle-ci permet, par le relais de ses ports tels Tylos (Bahreïn) ou Gerrha de rejoindre ensuite la Phénicie que des caravanes peuvent rejoindre. Alexandre entend capter à son seul profit le commerce entre l'Orient et l'Occident dont son empire devient l'interface. Il semble qu'Alexandre projette d'établir une liaison directe entre Alexandrie-Charax (Spasinou Charax) et Alexandrie comme l'indiquent les missions de circumnavigation de la péninsule arabique confiée en 323 à Hiéron de Soles, au départ de la Babylonie, et à Anaxicratès au départ du golfe de Suez. Ce projet dénote chez Alexandre des vues commerciales ambitieuses. Il s'agit plus d'une politique fiscale qu'une véritable politique commerciale au sens moderne du terme. Alexandre cherche à restaurer à son profit le « monopole royal » que Darius Ier avait mis au point dans le golfe. Alexandrie et Alexandrie-Charax doivent dans ce sens devenir les entrepôts de l'empire où vont s'effectuer les prélèvements royaux. Alexandre espère ainsi en tirer des ressources substantielles afin de mener de nouvelles entreprises de conquêtes. Cette politique commerciale est ainsi subordonnée à sa volonté hégémonique.
Cette dernière se dévoile aussi dans la politique monétaire d'Alexandre. Lors de son périple il frappe monnaie pour la première fois à Tarse au printemps de l'année 333. Puis il s'empare des ateliers monétaires de Phénicie tels ceux d'Arados, de Byblos et de Sidon. Plus tard la prise des trésors achéménides donne l'occasion d'augmenter les possibilités de frappe, d'autant qu'une partie de cet or et de cet argent n'était pas monétisée. La politique d'Alexandre consiste en ce domaine à utiliser la monnaie comme arme de propagande (la monnaie dans l'Antiquité en est l'un des vecteurs les plus efficaces) pour imposer son image surtout à destination des cités grecques d'Asie Mineure. Cela dit il ne faut pas oublier que cette économie monétaire est loin d'être partout présente dans l'empire et que la plus grande part de la population, surtout dans la partie orientale, est étrangère à son utilisation. Cette volonté d'Alexandre d'unifier la politique monétaire n'empêche pas la frappe de monnayages locaux, en Cilicie ou en Babylonie par exemple bien après le passage du conquérant.

### Bilan économique
Ce bilan soulève encore bien des interrogations. Alexandre n'est-il que « le brigand des nations », ainsi que le surnomme un ambassadeur scythe ? C’est-à-dire avant tout un prédateur dont le pillage est le mode d'acquisition préféré ou au contraire un monarque soucieux de reconstruire sur le long terme des structures économiques stables et désireux de laisser des traces d'une « activité bienfaisante ». La première hypothèse paraît être la plus crédible. Il est possible de qualifier d'« opération pillage organisée », de l'Asie vers l'Europe, les prélèvements fiscaux sur les masses paysannes ainsi que les droits de commerce qui sont ensuite redistribués aux officiers et soldats d'Alexandre.
Entre 334 et 323 ce sont près de 30 000 mercenaires grecs (sans compter les soldats macédoniens) qui regagnent leur patrie avec leur butin. À la veille de sa mort Alexandre charge Cratère de raccompagner près de 50 000 vétérans supplémentaires. Même si ce mouvement monétaire d’Asie vers l'Europe se renverse plus tard, au profit des monarchies hellénistiques, il illustre le peu de bénéfices économiques immédiats que l'Asie tire du passage du souverain macédonien, à l'exception notable des classes dominantes au temps de l'empire achéménide. L'expédition projetée en Arabie entre bien dans ce cadre d'expansion impérialiste.
De ce point de vue la conquête macédonienne ne constitue pas une rupture brutale. Alexandre recueille l'héritage achéménide en substituant à la domination perse celle d'une couche sociale, qu'il désire mixte (perse et macédonienne), au service d'un roi tout puissant.

### Sources antiques
- Arrien, Anabase [lire en ligne] ; Inde ;
- Diodore de Sicile, Bibliothèque historique [détail des éditions] [lire en ligne], XVII ;
- Justin, Abrégé des Histoires philippiques de Trogue Pompée [détail des éditions] [lire en ligne] ;
- Quinte-Curce, L'Histoire d'Alexandre le Grand [lire en ligne] ;
- Plutarque, Vies parallèles [détail des éditions] [lire en ligne], Alexandre ;
- Strabon, Géographie [détail des éditions] [lire en ligne].